# شهاب ثاقب (روزنامه)
شهاب ثاقب نشریه ای غیررسمی بود که در دوران مظفرالدین‌شاه قاجار، پیش از سال ۱۳۲۴ هجری قمری (۱۲۸۵ خورشیدی و ۱۹۰۶ میلادی) در کرمانشاه توسط سید عبدالکریم غیرت و محمد مهدی صباح کازرونی منتشر می‌شد. شهاب ثاقب نشریه ای محرمانه و نخستین مطبوعهٔ غیررسمی در منطقهٔ کرمانشاه بوده‌است.

## تاریخچه
شهاب ثاقب نشریه ای محرمانه بوده که توسط سید عبدالکریم غیرت و محمد مهدی صباح کازرونی در حمایت از نهضت جدید منتشر می‌شد. نهضت جدید جریانی بود که از سوی روحانیون تهران علیه عین‌الدوله و رژیم استبدادی به راه افتاده بود و شهاب ثاقب به تبلیغ پیرامون حفظ احترام علمای دین و معرفی آنان به عنوان منشأ اولیهٔ جنبش مشروطه ایران می‌پرداخت. انتشار این نشریه بدون اخذ مجوز از وزارت انطباعات صورت می‌گرفته و چاپ آن به صورت ژلاتین انجام می‌شده‌است.
محمد مهدی صباح کازرونی بعداً در سال ۱۲۹۹ خورشیدی اقدام به چاپ نشریهٔ صباح کرد. سید عبدالکریم غیرت نیز که متولد همدان و از خانواده ای ملاک و از سادات عرب بود پس از همکاری با نشریهٔ اخوت (ارگان انجمن اخوت)، بیستون، غرب ایران، دانش، رهبر و نشریات دیگر کرمانشاه، در سال ۱۳۰۲ خورشیدی به همراه چند تن دیگر در تأسیس چاپخانهٔ شرکت چاپ سعادت مشارکت کرد. وی که شاعر و از مشروطه خواهان بود بعدها به همراه فرزندش سید محمد سعید غیرت نشریهٔ کوکب غرب را در کرمانشاه منتشر کرد.